# 因為是反派大小姐所以養了魔王
《因為是反派大小姐所以養了魔王》，又譯《反派千金的最終魔王試養攻略》，是由日本作家所著的輕小說，紫真依擔綱插畫。改編電視動畫於2022年10月1日首播（9月24日起提前一週網路播放），動畫製作公司是MAHO FILM。

## 登場人物
艾琳·羅蓮·多特里修（聲：高橋李依）
多特里修公爵的獨生女。解除婚約的震撼勾起了她前世的回憶，她意識到自己已經轉生為乙女遊戲《聖與魔與少女的雷加利亞》中的反派角色。為了避免遇上如遊戲中的反派大小姐一樣的毀滅之路，她決定向魔王求婚來面對一切困難。有著皇族血統。繼承了聖劍少女血脈。家族是艾爾梅亞帝國最龐大的貴族。父親是宰相，母親是皇太后的姪女，是位受到社交界和軍隊尊敬的公爵夫人。
第一卷因為莉莉亞的策劃，被塞德利克抓住，把庫洛德變成魔王，好讓莉莉亞來消滅他，最後阻擋在莉莉亞的面前，奪走她的聖劍（途中有叫亞蒙德幫忙）。
第二卷結尾，經過賽姆斯事件之後，察覺到莉莉亞是轉生者，並且見到她之後，詢問「妳是什麼時候想起前世記憶的？」
第三卷一開始庫洛德失去記憶，要讓庫洛德回復記憶，途中被艾雷法斯追殺，後來得知是莉莉亞的計畫之後，跟艾雷法斯合作，成功破壞莉莉亞的計畫（途中有叫亞蒙德幫忙）。
庫洛德·尚·艾爾梅亞（聲：梅原裕一郎）
艾爾梅亞帝國的第一王子，亦是魔王。《聖與魔與少女的雷加利亞》的最終Boss和每個結局殺死艾琳的兇手。一生下來有著證明是魔王轉世的紅色眼睛，曾因此被剝奪王位繼承權。會依自己情緒而左右周圍天氣。
奇斯·艾古利德（聲：福山潤）
庫洛德兒時的朋友和人類的僕人。貴族伯爵家的次子，自五歲被庫洛德救下後，便將生命和忠誠獻給了庫洛德。 性格開朗，愛笑，深受庫洛德的信任。
別西卜（聲：小野友樹）
崇拜庫洛德並服從他的魔物。作為魔物，僅次於庫洛德，已經活了一千多年。他從小就保護著庫洛德，為了他不遺餘力。他偶爾會用他的中二言論迷惑周圍的人。
塞德利克·尚·艾爾梅亞（聲：增田俊樹）
艾琳的前未婚夫，艾爾梅亞帝國的二王子。庫洛德的同父異母弟弟，《聖與魔與少女的雷加利亞》的攻略對象。雖然性格非常敏感，但身為弟弟的他對庫洛德有情結。在努力成為優秀的太子的同時，他的自尊心也越來越高。
第一卷因為莉莉亞的計畫，把艾琳抓住，強制把她成為妻子，庫洛德趕到，但是看到艾琳差點被強暴之後，變成魔王，完全不知道是莉莉亞的計畫。
第三卷協助艾琳找到庫洛德的所在地，後來調查莉莉亞的時候發現魔香，才得知是莉莉亞計畫的，之後請求庫洛德一同跟莉莉亞抓住。
莉莉亞·萊因華茲（聲：花澤香菜）
塞德利克的未婚妻，乙女遊戲《聖與魔與少女的雷加利亞》的主角。根據遊戲的路線，她作為聖劍少女，將與覺醒為魔王的庫洛德正面交鋒。溫柔漂亮，正義感很強。事實上跟艾琳一樣也是轉生者，所以有乙女遊戲《聖與魔與少女的雷加利亞》系列的遊戲知識。因為察覺到艾琳有想起前世的回憶，所以把艾琳當成對手來玩，也不在乎遊戲角色的生死，例如給瑟蕾娜一封指示的信和魔香(魔物香水的簡稱)來揭發賽姆斯是魔王阿斯蒂塔的真面目，不過被艾琳阻止。
第一卷利用遊戲的知識把艾琳被塞德利克抓住，好讓把庫洛德變成魔王，再用體內拿出來的聖劍消滅他，不過被艾琳阻擋面前，連帶第一把聖劍被她奪走(途中被亞蒙德阻饒)。
第三卷走列斯塔路線，取回聖劍的力量，並且奪取庫洛德的記憶，攻略艾雷法斯，計畫要消滅庫洛德，最後被艾琳和艾雷法斯聯手破壞計畫(途中被亞蒙德阻饒)，加上遭到塞德利克的調查，導致一同跟塞德利克被抓(塞德利克請求庫洛德的)。
亞蒙德（聲：杉田智和）
能說人類語言的烏鴉魔物。紅色的領結是特征。它通常執行各種各樣的任務，例如從天空收集信息和運送信件。
第一卷和第三卷在關鍵時刻，阻饒莉莉亞的計畫。
艾札克·倫巴第（聲：内田雄馬）
艾琳的同學。貴族倫巴第伯爵的第三個兒子。是個英俊的青年，目光犀利，性格直率而富有同情心。他擁有艾琳創立的商會的管理權。
加斯帕·瓦利爾（聲：安元洋貴）
報社社長兼記者。自稱是「正義的盟友」，他的報紙為平民撰寫，以文章有據可查和觀點不偏不倚而著稱。
多尼（聲：吉永拓斗）
身材嬌小、五官迷人的天才建築師。雙手靈巧，從建築和藝術到武器，在製造的各個方面都有天才的天賦。他在艾琳創立的商會工作。
琉克（聲：神尾晋一郎）
作為優異生於大學畢業的優秀藥劑師。他和兒時的朋友庫茨一起經營診所。他雖然友善，但對敵人也有冷酷無情的一面，比如被艾札克稱為「黑心藥劑師」。在商會負責產品開發。
庫茨（聲：宮崎遊）
琉克兒時的朋友，植物學家，與他一起作為優異生從大學畢業。右眼戴著大大的眼罩。雖然不喜歡人，話不多，但性格溫和。他在與琉克一起經營診所的同時為商會工作。

## 出版作品

### 輕小說
| 集數 | KADOKAWA       | KADOKAWA               |
| 集數 | 發售日期       | ISBN                   |
| ---- | -------------- | ---------------------- |
| 1    | 2017年9月1日   | ISBN 978-4-04106-036-0 |
| 2    | 2018年3月1日   | ISBN 978-4-04106-037-7 |
| 3    | 2018年9月1日   | ISBN 978-4-04107-258-5 |
| 4    | 2019年3月1日   | ISBN 978-4-04107-259-2 |
| 5    | 2019年7月1日   | ISBN 978-4-04108-267-6 |
| 6    | 2019年9月1日   | ISBN 978-4-04108-268-3 |
| 7    | 2020年1月1日   | ISBN 978-4-04108-962-0 |
| 8    | 2020年9月1日   | ISBN 978-4-04108-962-0 |
| 9    | 2021年10月1日  | ISBN 978-4-04111-863-4 |
| 10   | 2022年9月30日  | ISBN 978-4-04112-995-1 |
| 11   | 2022年12月28日 | ISBN 978-4-04113-125-1 |

### 漫畫
| 集數 | KADOKAWA       | KADOKAWA               | 台灣角川       | 台灣角川               |
| 集數 | 發售日期       | ISBN                   | 發售日期       | ISBN                   |
| ---- | -------------- | ---------------------- | -------------- | ---------------------- |
| 1    | 2018年11月26日 | ISBN 978-404-107-720-7 | 2022年10月13日 | ISBN 978-626-321-890-1 |
| 2    | 2019年6月25日  | ISBN 978-404-108-347-5 | 2022年10月13日 | ISBN 978-626-321-891-8 |
| 3    | 2019年12月26日 | ISBN 978-404-108-930-9 | 2022年10月13日 | ISBN 978-626-321-892-5 |
| 4    | 2022年10月26日 | ISBN 978-404-113-039-1 |                |                        |

## 電視動畫
2021年10月1日，角川Beans文庫適逢20週年，宣佈本作和《Sugar Apple Fairy Tale》正在進行動畫化企劃。2022年3月23日，宣佈改編電視動畫將於同年10月首播，動畫製作公司是MAHO FILM。

### 製作人員
- 原作：（角川Beans文庫）
- 原作插圖：紫真依
- 導演：羽原久美子
- 系列構成、編劇：豬原健太
- 人物設定：、大場優子
- 音樂：田渕夏海、中村巴奈重、櫻井美希、青木沙也果、佐久間奏
- 動畫製作：MAHO FILM[11]

### 主題曲
片頭曲
歌：高橋李依
作詞、作曲：永井葉子，編曲：TOPICS.LAB
片尾曲（第2話開始）
歌：ACCAMER
作詞、作曲、編曲：椎乃味醂

### 各話列表
| 話數 | 日文標題 | 中文標題                        | 劇本     | 分鏡       | 演出       | 作畫監督 | 總作畫監督                                                                    | 首播日期 （2022年） |
| ---- | -------- | ------------------------------- | -------- | ---------- | ---------- | --- | ----------------------------------------------------------------------------- | ------------------- |
| 01   |          | 反派大小姐揭開序幕              | 豬原健太 | 羽原久美子 | 羽原久美子 | 大久保富彥、出口花穗 大場優子、小島えり 大槻ちえ、杜偉峰 魏旭龍                                                                                   | 出口花穗、大場優子 小島えり、牧內ももこ                                       | 10月1日             |
| 02   |          | 反派大小姐雖敵人很多 但手下也多 | 豬原健太 | M.F.K      | 日下直義   | 大久保富彥、大場優子 関口雅浩、青木真理子 飯飼一幸、大槻ちえ 佐々木一浩、舛舘俊秀                                                                 | 大場優子 牧內ももこ、舛舘俊秀                                                 | 10月8日             |
| 03   |          | 反派大小姐非常貪婪所以要贏      | 豬原健太 | 羽原久美子 | 大藪恭平   | 飯飼一幸、桜井木ノ実 南伸一郎、杜偉峰 魏旭龍、陳亮                                                                                                | 出口花穗                                                                      | 10月15日            |
| 04   |          | 反派大小姐連最終大魔王都能養    | 豬原健太 | 杉島邦久   | 神原敏昭   | 小倉恭平 | 大場優子 牧內ももこ、舛舘俊秀                                                 | 10月22日            |
| 05   |          | 反派大小姐欺騙未婚夫            | 豬原健太 | M.F.K      | 日下直義   | 出口花穗、関口雅浩 佐々木一浩、津熊健徳 | 出口花穗、小島えり 牧內ももこ                                                 | 10月29日            |
| 06   |          | 反派大小姐不允許惡事            | 豬原健太 | 大藪恭平   | 大藪恭平   | 大久保富彦、大場優子 青木真理子、雨宮英雄 舛舘俊秀、山口光紀                                                                                      | 大久保富彦 大場優子、舛舘俊秀                                                 | 11月5日             |
| 07   |          | 反派大小姐輪番上陣              | 豬原健太 | M.F.K      | 日下直義   | 出口花穗、佐々木一浩 | 出口花穗                                                                      | 11月12日            |
| 08   |          | 反派大小姐揭露惡事              | 豬原健太 | 杉島邦久   | 日下直義   | 大久保富彦、大場優子 青木真理子、青野厚司 飯飼一幸、佐々木一浩 津熊健徳、舛舘俊秀                                                                 | 大久保富彦 大場優子、舛舘俊秀                                                 | 11月19日            |
| 09   |          | 忘記反派大小姐吧                | 豬原健太 | 網野哲郎   | 寒竹清隆   | 飯飼一幸、桜井木ノ実 南伸一郎、杜偉峰 魏旭龍、陳亮                                                                                                | 出口花穗、牧內ももこ                                                          | 11月26日            |
| 10   |          | 反派大小姐的愛傳遞不出去        | 豬原健太 | 杉島邦久   | 神原敏昭   | 小倉恭平、柳瀨讓二 | 大久保富彥、出口花穗 牧內ももこ、舛舘俊秀 Studio 6'oN 古川博之、宮曉秀 相音光 | 12月3日             |
| 11   |          | 反派大小姐總是被譴責            | 豬原健太 | M.F.K      | 日下直义   | 出口花穗、関口雅浩 佐佐木一浩 Studio 6'oN 古川博之、宫曉秀 相音光 GAKUYA                                                                          | 出口花穗、牧內ももこ                                                          | 12月10日            |
| 12   |          | 反派大小姐有愛也能成為主角      | 豬原健太 | 网野哲郎   | 日下直义   | 大久保雅彦、出口花穗 大場優子、青木真理子 飯飼一幸、小島えり 佐佐木一浩、西田美弥子 舛舘俊秀、南伸一郎 Studio 6'oN 古川博之、宫曉秀 相音光 GAKUYA | 大久保雅彦、出口花穗 大場優子、小島えり 舛舘俊秀                              | 12月17日            |

### 播映平台
| 播映地區                           | 播映平台                                                                                | 播映日期                | 播映時間              | 備註   |
| ---------------------------------- | --------------------------------------------------------------------------------------- | ----------------------- | --------------------- | ------ |
| 亞洲                               | Ani-One Asia YouTube頻道                                                                | 2022年9月24日－12月10日 | 星期六 22:00（UTC+8） | [ 14 ] |
| 香港、澳門、臺灣、馬來西亞、新加坡 | Ani-One中文官方動畫頻道（YouTube）                                                      | 2022年9月24日－12月10日 | 星期六 22:00（UTC+8） | [ 15 ] |
| 中國大陸                           | bilibili                                                                                | 2022年9月24日－12月10日 | 星期六 22:00（UTC+8） | [ 16 ] |
| 香港、澳門、臺灣                   | bilibili                                                                                | 2022年9月24日－12月10日 | 星期六 22:00（UTC+8） | [ 17 ] |
| 臺灣                               | 巴哈姆特動畫瘋、KKTV、Hami Video、中華電信MOD、friDay影音、myVideo、LINE TV、CATCHPLAY+ | 2022年9月24日－12月10日 | 星期六 22:00（UTC+8） |        |

## 外部連結
- 成為小說家吧官方網站（日語）
- 角川Beans文庫官方網站（日語）
- 漫畫官方網站（日語）
- 電視動畫官方網站（日語）
- 電視動畫的X（前Twitter）（日語）